# S&P 100
S&P 100 este un indice bursier care cuprinde companii din Statele Unite, realizat de compania Standard & Poor's.